# 澳洲鵜鶘
澳洲鵜鶘（學名：Pelecanus conspicillatus）是一種大型水鳥，分佈在澳洲及新畿內亞、也有在斐濟、印尼及新西蘭。

## 分類
澳洲鵜鶘最初是由荷蘭自然學家Coenraad Jacob Temminck於1824年描述。其種小名的拉丁文意思是「明顯」。

## 特徵
澳洲鵜鶘在鵜鶘中算中等身型：長1.6-1.8米，翼展2.3-2.5米，重4-13公斤。牠們主要呈白色，雙翼的主羽呈黑色。喙呈淡粉紅色，在鳥類中是最大的，可以長達49厘米。

## 分佈及棲息地
澳洲鵜鶘喜歡生活在遼闊及沒有太多植物的水面。只要有足夠的魚類供應，周邊的環境並不重要，可以是森林、草原、沙漠、入海的泥地、公園或工業廢墟。
澳洲鵜鶘並沒有特定的行動模式，只會追隨食物的供應。當艾爾湖於1974年至1976年間注滿時，周邊的城市只有少量的澳洲鵜鶘；但當湖水乾涸後，牠們就再次分散到其他地方，去到海岸邊，甚至到達聖誕島、帛琉及新西蘭。
於1947年，在新西蘭格拉斯米爾湖（Lake Grassmere）發現了少量的亞化石骨頭，當時認為這些骨頭是屬於澳洲鵜鶘的新亞種Pelecanus (conspicillatus) novaezealandiae。但是，後來發現這其實不是獨有的亞種。

## 繁殖
澳洲鵜鶘2-3歲就開始繁殖。在熱帶（即南緯26°以北），繁殖季節始於冬天，南部的是始於春末，內陸地區的則很多是在雨季後。牠們的巢是在地上的一個淺窪，有時會有草圍邊。牠們的巢是共享的。牠們會生1-3隻蛋，蛋呈粉白色及約有93 x 57毫米大。經孵化後，較大的雛鳥會吃得較多，而最細小的則因飢餓或自殺而死亡。孵化後首兩星期，雛鳥會吃雙親反芻的液體，之後兩個月則會吃魚類及一些脊椎動物。

## 外部連結
- Australian Museum Online （页面存档备份，存于）
- Internet Bird Collection
- BirdLife Species Factsheet （页面存档备份，存于）
- The Birds of Australia （页面存档备份，存于）